# 日通航空
日通航空（にっつうこうくう）は、日本通運のエア・フレイト・フォワーダー部門である。国際航空輸送と国内航空輸送を提供している。
沖縄県は、グループ会社の沖縄NXエアカーゴサービス株式会社で取り扱いする。

## 事業
エクスプレスハイスピード・エクスプレスカーゴジェットパックは、航空機を利用した輸送商品である。
2006年1月、「特定信書便事業」（「日通特定信書便/ビーエスピー」）で信書便事業を取扱いを開始する。

## 取扱商品

### 国内航空輸送部門
エクスプレスハイスピード
幹線輸送に航空機輸送を組入れることで、国内主要都市宛ての翌日配達や国内主要都市の当日配達など高速小口貨物輸送サービスを実現する。
旧名称「スーパーペリカン便」
営業所止め、空港止め（航空会社又は空港内の日通営業所）での引取りも可能。（プライバシーガード便、特定信書便は対応不可）
国内航空輸送の各サービスは、法人間輸送（ＢtoＢ）が対象。
１件の送り状に対し、複数個の取扱いが可能。（国内利用航空運送約款）
エクスプレスハイグレード
貴重品、機密書類、信書,精密機械,医療機器,医薬品,生鮮食品,花卉など、通常の宅配便やトラック輸送で取り扱えず、専門的な取扱いと速達性が求められる小口貨物の輸送を行う。
内容品により、輸送条件や取扱いエリアが限定される。
コンタクトセンターサービス
コールセンター業務とこれに付随する物流業務の一括代行サービス。
メンバーズオンリー「そらねっと」
会員制物流情報サービス。
配達完了通知サービス,貨物受領者の氏名通知サービス,受領書検索,支払見込み運賃予測サービス,送り状発行ソフトなど、国内航空小口貨物・国内航空宅配サービスを利用する荷主企業のためのサービス。
ハイスピードロジスティックス（国内）
航空輸送ネットワークを活用し、リードタイム短縮・拠点集約・在庫圧縮など戦略的なロジスティクスを提供。

### 国際航空輸送部門
- @Home Express-海外通販商品の調達・輸入からエンドユーザーへの宅配までを一貫して行う。
- エクスプレスカーゴ・ジェットパック-世界200ヶ国以上,主要都市12万ヶ所に配達可能な国際航空貨物輸送。
- エクスプレスドキュメント・クーリエ-世界200ヶ国以上,主要都市12万ヶ所に配達可能な国際航空クーリエ輸送。
- ジェットパック・プライオリティ：中華人民共和国,大韓民国,香港,台湾,シンガポールを対象とした、航空貨物速達輸送。
- ジェットパック(輸出)：国際航空輸出宅配。
- ジェットパック(輸入)：国際航空輸入宅配。
- NEX SKY-BASIC：世界1,000都市以上に配達可能な航空混載輸出輸送。
- NEX-SPEED：国際航空貨物速達輸送。
- NEX-MULTIMODAL：鉄道,トラック,海運を輸送過程に組み込んだ、国際複合一貫輸送。
- TempSureシリーズ：国際航空温度管理輸送。
- NEX-ECO：国際航空貨物輸送で排出される温室効果ガスを、カーボンオフセットによって削減するサービス。
- NEX-APPAREL：ハンガー付の専用資材を用いた、アパレル専用輸入航空貨物輸送。
- ハイスピードロジスティックス（国際）
- 羽田空港を拠点とした国際航空輸送ネットワーク（国際）
- 「さっと!」中国シリーズ（国際）
- 虹橋エクスプレス（国際）

## 担当店所と担当エリア（国内航空輸送）
| 都道府県 | 営業所名         | 担当エリア | 所在地                 |
| -------- | ---------------- | --- | ---------------------- |
| 北海道   | 岩見沢           | 岩見沢市,赤平市,芦別市,歌志内市,砂川市,滝川市,美唄市,三笠市,夕張市,雨竜町,浦臼町,月形町,新十津川町,上砂川町,奈井江町,栗山町,長沼町,由仁町 | 岩見沢市 岡山町        |
| 北海道   | 根室             | 根室市 | 根室市本町             |
| 北海道   | 釧路             | 釧路市,鶴居村,陸別町,浜中町,弟子屈町,標茶町,釧路町,標津町,中標津町,白糠町,別海町,羅臼町 | 釧路市 新富士町        |
| 北海道   | 旭川             | 旭川市,士別市,名寄市,深川市,富良野市,留萌市,小平町,稚内市,沼田町,秩父別町,北竜町,幌加内町,妹背牛町,枝幸町,中頓別町,浜頓別町,愛別町,下川町,剣淵町,上川町,鷹栖町,東神楽町,東川町,当麻町,比布町,美瑛町,和寒町,富良野町,中富良野町,南富良野町,遠別町,天塩町,豊富町,幌延町,苫前町,礼文町,利尻町,利尻富士町,羽幌町,中川町,美深町,占冠村,鶴居村,増毛町,猿払村,初山別村,音威子府村                                                                | 旭川市永山             |
| 北海道   | 帯広             | 帯広市,足寄町,陸別町,芽室町,更別村,中札内村,音更町,士幌町,鹿追町,上士幌町,新得町,清水町,浦幌町,池田町,豊頃町,本別町,幕別町,大樹町,広尾町 | 芽室町 東芽室基線      |
| 北海道   | 北見             | 北見市,網走市,紋別市,大空町,津別町,美幌町,清里町,小清水町,斜里町,置戸町,訓子府町,佐呂間町,遠軽町,雄武町,興部町,滝上町,西興部村,湧別町 | 北見市卸町             |
| 北海道   | 札幌貨物センター | 札幌市,石狩市,江別市,小樽市,当別町,喜茂別町,京極町,倶知安町,ニセコ町,蘭越町,岩内町,共和町,積丹町,黒松内町,余市町,寿都町,仁木町,赤井川村,南幌町,古平町,真狩村,留寿都村,新篠津村,島牧村,神恵内村,泊村 | 白石区流通センター     |
| 北海道   | 室蘭             | 室蘭市,伊達市,登別市,壮瞥町,豊浦町,白老町 | 室蘭市 御崎町          |
| 北海道   | 千歳空港         | 千歳市,恵庭市,北広島市,苫小牧市,浦河町,様似町,日高町,平取町,新ひだか町,えりも町,新冠町,むかわ町,厚真町,安平町 | 千歳市平和             |
| 北海道   | 函館             | 函館市,北斗市,奥尻町,知内町,木古内町,七飯町,鹿部町,森町,せたな町,今金町,乙部町,厚沢部町,江差町,上ノ国町,八雲町,福島町,松前町,長万部町 | 函館市 高松町          |
| 青森     | 青森             | 青森市,弘前市,黒石市,五所川原市,つがる市,平川市,秋田県大館市,秋田県鹿角市,秋田県北秋田市,秋田県仙北市（田沢湖玉川地区）,秋田県能代市（二ツ井町地区）,秋田県藤里町,板柳町,鶴田町,中泊町,鰺ヶ沢町,深浦町,今別町,外ヶ浜町,平内町,大鰐町,藤崎町,西目屋村,蓬田村,秋田県小坂町,秋田県上小阿仁村 | 弘前市 扇町            |
| 青森     | 八戸             | 八戸市,十和田市,三沢市,むつ市,岩手県久慈市,おいらせ町,七戸町,東北町,野辺地町,横浜町,六戸町,五戸町,三戸町,六ヶ所村,田子町,南部町,階上町,大間町,風間浦村,佐井村,東通村,新郷村,田舎館村,岩手県野田村,岩手県洋野町,岩手県普代村 | 八戸市 八太郎          |
| 秋田     | 秋田             | 秋田市,男鹿市,潟上市,大仙市（協和町地区）,にかほ市,能代市（二ツ井町地区を除く）,由利本荘市,井川町,五城目町,八郎潟町,八峰町,三種町,大潟村 | 秋田市 御所野湯本      |
| 秋田     | 大曲             | 仙北市（田沢湖玉川地区を除く）,大仙市（協和町地区を除く）,湯沢市,横手市,羽後町,東成瀬村,美郷町,岩手県西和賀町 | 大仙市花館             |
| 岩手     | 盛岡             | 盛岡市,二戸市,八幡平市,宮古市,滝沢市,岩手町,葛巻町,雫石町,軽米町,下閉伊郡岩泉町,山田町,紫波町,矢巾町,一戸町,九戸村, | 盛岡市 北飯岡          |
| 岩手     | 北上             | 北上市,奥州市,大船渡市,釜石市,陸前高田市,遠野市,花巻市,大槌町,金ケ崎町,住田町,平泉町 | 北上市 流通センター    |
| 山形     | 山形             | 山形市,天童市,尾花沢市,上山市,寒河江市,新庄市,東根市,村山市,大石田町,朝日町,大江町,河北町,西川町,川西町,中山町,山辺町,大蔵村,金山町,鮭川村,戸沢村,舟形町,真室川町,最上町 | 天童市 清池東          |
| 山形     | 庄内             | 酒田市,鶴岡市,遊佐町,庄内町,三川町 | 鶴岡市 美咲町          |
| 山形     | 米沢             | 米沢市,長井市,南陽市,飯豊町,小国町,白鷹町,高畠町 | 米沢市 八幡原          |
| 宮城     | 仙台             | 仙台市,石巻市,岩沼市,角田市,気仙沼市,塩竈市,白石市,多賀城市,名取市,東松島市,富谷市,丸森町,女川町,蔵王町,七ヶ宿町,大郷町,大和町,大河原町,川崎町,柴田町,村田町,七ヶ浜町,松島町,利府町,南三陸町,山元町,亘理町,大衡村,福島県相馬市,福島県南相馬市,福島県新地町,福島県飯舘村 | 宮城野区 苦竹          |
| 宮城     | 古川             | 大崎市,登米市,栗原市,加美町,色麻町,美里町,涌谷町,岩手県一関市 | 大崎市 古川            |
| 福島     | 郡山             | 郡山市,会津若松市,喜多方市,白河市,須賀川市,田村市,本宮市,浅川町,石川町,古殿町,鏡石町,会津美里町,金山町,三島町,会津坂下町,棚倉町,塙町,矢祭町,柳津町,矢吹町,小野町,三春町,下郷町,只見町,南会津町,西会津町,猪苗代町,磐梯町,湯川村,大玉村,玉川村,平田村,天栄村,昭和村,泉崎村,中島村,西郷村,鮫川村,葛尾村,川内村,桧枝岐村,北塩原村 | 郡山市 大槻町          |
| 福島     | いわき           | いわき市,大熊町,富岡町,浪江町,楢葉町,広野町,双葉町 | いわき市 好間町        |
| 福島     | 福島             | 福島市,伊達市,二本松市,川俣町,国見町,桑折町 | 福島市 北矢野目        |
| 栃木     | 宇都宮           | 宇都宮市,小山市,鹿沼市,佐野市,下野市,栃木市,日光市,真岡市,上三川町,野木町,壬生町,市貝町,芳賀町,茂木町,益子町,茨城県古河市,茨城県五霞町,茨城県境町,茨城県下妻市,茨城県筑西市,茨城県結城市,茨城県八千代町 | 上三川町 磯岡          |
| 栃木     | 那須             | 矢板市,さくら市,那須烏山市,那須塩原市,矢板市,塩谷町,高根沢町,那珂川町,那須町 | 矢板市 片岡            |
| 群馬     | 高崎             | 高崎市,前橋市,安中市,渋川市,富岡市,沼田市,藤岡市,草津町,中之条町,長野原町,東吾妻町,甘楽町,下仁田町,吉岡町,玉村町,神流町,みなかみ町,高山村,片品村,嬬恋村,南牧村,榛東村,上野村,川場村,昭和村 | 高崎市 小八木町        |
| 群馬     | 太田             | 太田市,伊勢崎市,桐生市,館林市,みどり市,板倉町,邑楽町,大泉町,千代田町,明和町,栃木県足利市 | 太田市 龍舞町          |
| 茨城     | 水戸             | 水戸市,小美玉市,笠間市,北茨城市,高萩市,那珂市,常陸太田市,常陸大宮市,日立市,ひたちなか市,鉾田市,行方市,大子町,茨城町,大洗町,城里町,東海村 | 水戸市 元吉田町        |
| 茨城     | つくば           | つくば市,土浦市,石岡市,稲敷市,牛久市,かすみがうら市,桜川市,常総市,つくばみらい市,取手市,守谷市,坂東市,龍ケ崎市,阿見町,河内町,利根町,美浦村 | 土浦市卸町             |
| 千葉     | 成田             | 成田市,旭市,香取市,銚子市,匝瑳市,神崎町,多古町,東庄町,茨城県鹿嶋市,茨城県神栖市 | 成田市 東和泉          |
| 千葉     | 柏               | 柏市,我孫子市,野田市,流山市,松戸市 | 流山市 前ケ崎          |
| 千葉     | 木更津           | 木更津市,袖ケ浦市,君津市,鴨川市,館山市,富津市,南房総市,鋸南町 | 木更津市 江川          |
| 千葉     | 千葉             | 千葉市,市原市,印西市,白井市,八千代市,佐倉市,富里市,山武市,四街道市,東金市,茂原市,八街市,いすみ市,大網白里市,勝浦市,九十九里町,横芝光町,芝山町,大多喜町,御宿町,栄町,酒々井町,一宮町,白子町,長南町,長柄町,睦沢町,長生村 | 稲毛区 六方町          |
| 千葉     | 船橋             | 船橋市,市川市,浦安市,鎌ケ谷市,習志野市 | 市川市 原木            |
| 埼玉     | さいたま         | さいたま市,上尾市,朝霞市,和光市,桶川市,久喜市,春日部市,越谷市,三郷市,吉川市,草加市,新座市,蓮田市,志木市,白岡市,伊奈町,杉戸町,松伏町,宮代町 | 岩槻区 箕輪            |
| 埼玉     | 埼京             | 川口市,蕨市,戸田市,北区,荒川区,板橋区,足立区, | 川口市                 |
| 埼玉     | 狭山             | 狭山市,入間市,飯能市,川越市,東松山市,坂戸市,日高市,鶴ヶ島市,所沢市,富士見市,ふじみ野市,越生町,三芳町,毛呂山町,寄居町,嵐山町,小川町,川島町,ときがわ町,滑川町,鳩山町,吉見町 | 狭山市 広瀬台          |
| 埼玉     | 熊谷             | 熊谷市,加須市,行田市,北本市,鴻巣市,深谷市,秩父市,本庄市,神川町,上里町,美里町,小鹿野町,長瀞町,皆野町,横瀬町 | 行田市 持田            |
| 東京     | 千代田 中央      | 千代田区,中央区,文京区, | 江東区辰巳             |
| 東京     | 港 品川          | 港区,品川区,大田区（東海,昭和島,京浜島,城南島,平和島）,大島町,八丈町,青ヶ島村,小笠原村,神津島村,利島村,新島村,御蔵島村,三宅村 | 京浜島                 |
| 東京     | 江東             | 台東区,墨田区,江東区,葛飾区,江戸川区, | 江東区                 |
| 東京     | 羽田空港         | 羽田空港 | 大田区                 |
| 東京     | 馬込             | 目黒区,大田区（羽田空港,大田区東海,昭和島,京浜島,城南島,平和島を除く地区）,世田谷区 | 大田区 南馬込          |
| 東京     | 新宿             | 渋谷区,新宿区,杉並区,中野区,豊島区,練馬区, | 新宿区西落合           |
| 東京     | 国立             | 国立市,あきる野市,三鷹市,稲城市,武蔵野市,武蔵村山市,青梅市,小金井市,国分寺市,狛江市,小平市,立川市,多摩市,調布市,西東京市,八王子市,日野市,府中市,福生市,羽村市,東久留米市,東村山市,東大和市,奥多摩町,日の出町,檜原村 | 国立市泉               |
| 神奈川   | 西神奈川         | 座間市,相模原市,平塚市,大和市,厚木市,綾瀬市,伊勢原市,海老名市,愛川町,清川村,横浜市旭区,横浜市泉区,横浜市瀬谷区,東京都町田市 | 座間市入谷             |
| 神奈川   | 伊勢原           | 伊勢原市,秦野市,南足柄市,大井町,開成町,中井町,松田町,山北町,箱根町,真鶴町,湯河原町,大磯町,二宮町 | 伊勢原市 下糟屋東2丁目 |
| 神奈川   | 鎌倉             | 鎌倉市,藤沢市,逗子市,茅ヶ崎市,三浦市,横須賀市,寒川町,葉山町,横浜市金沢区,横浜市栄区, | 鎌倉市笛田             |
| 神奈川   | 川崎             | 川崎市,横浜市鶴見区（扇島地区） | 宮前区有馬             |
| 神奈川   | 横浜             | 横浜市(青葉区,磯子区,神奈川区,港南区,港北区,都筑区,鶴見区（扇島地区除く）,戸塚区,中区,西区,保土ケ谷区,緑区,南区) | 神奈川区 新浦島町      |
| 山梨     | 都留             | 都留市,大月市,上野原町,西桂町,富士河口湖町（富士ヶ峰,本栖,精進地区を除く）忍野村,小菅村,丹波山村,道志村,鳴沢村,山中湖村 | 都留市                 |
| 山梨     | 甲府             | 甲府市,甲斐市,甲州市,中央市,笛吹市,北杜市,南アルプス市,山梨市,昭和町,南部町,早川町,富士川町,身延町,富士河口湖町（富士ヶ峰,本栖,精進地区） | 甲府市                 |
| 長野     | 松本             | 松本市,安曇野市,飯田市,伊那市,大町市,岡谷市,諏訪市,駒ヶ根市,塩尻市,茅野市,飯島町,辰野町,箕輪町,上松町,木曽町,高森町,池田町,阿南町,松川町,富士見町,下諏訪町,木祖村,中川村,南箕輪村,白馬村,松川村,宮田村,王滝村,大桑村,小谷村,阿智村,売木村,大鹿村,下條村,喬木村,天龍村,豊丘村,根羽村,平谷村,泰阜村,原村,朝日村,生坂村,麻績村,筑北村,山形村                                                                                                 | 松本市笹賀             |
| 長野     | 長野             | 長野市,須坂市,飯山市,上田市,小諸市,佐久市,千曲市,東御市,中野市,小布施町,御代田町,飯綱町,信濃町,軽井沢町,小海町,佐久穂町,山ノ内町,長和町,坂城町,高山村,小川村,木島平村,野沢温泉村,栄村,青木村,川上村,北相木村,南相木村,南牧村 | 須坂市井上             |
| 新潟     | 新潟             | 新潟市,阿賀野市,五泉市,佐渡市,新発田市,胎内市,村上市,聖籠町,阿賀町,粟島浦村,関川村 | 東区松島               |
| 新潟     | 上越             | 上越市,糸魚川市,妙高市 | 上越市 頸城区          |
| 新潟     | 長岡             | 長岡市,魚沼市,小千谷市,柏崎市,加茂市,三条市,十日町市,燕市,見附市,南魚沼市,津南町,出雲崎町,湯沢町,田上町,刈羽村,弥彦村 | 長岡市 石動町          |
| 富山     | 富山             | 富山市,魚津市,黒部市,滑川市,朝日町,入善町,上市町,立山町,舟橋村,高岡市,射水市,砺波市,小矢部市,南砺市,氷見市, | 富山市 西荒屋          |
| 石川     | 金沢             | 石川県全域 | 金沢市 福増町北        |
| 福井     | 福井             | 福井県全域 | 福井市 玄正島町        |
| 静岡     | 静岡             | 静岡市（蒲原,由比地区除く） | 葵区古庄               |
| 静岡     | 焼津             | 島田市,藤枝市,牧之原市,焼津市,吉田町,川根本町 | 藤枝市                 |
| 静岡     | 沼津             | 沼津市,熱海市,伊豆市,伊豆の国市,伊東市,御殿場市,下田市,裾野市,三島市,河津町,西伊豆町,東伊豆町,松崎町,南伊豆町,小山町,清水町,長泉町,函南町 | 沼津市 小諏訪          |
| 静岡     | 富士             | 富士市,富士宮市,静岡市（蒲原,由比地区） | 富士市 瓜島町          |
| 静岡     | 浜松             | 浜松市（中央区,浜名区,天竜区）,磐田市,袋井市,掛川市,御前崎市,菊川市,湖西市,森町, | 中央区上石田町         |
| 愛知     | 名古屋           | 名古屋市（中川区,中区,中村区,北区,千種区,西区,東区,名東区,守山区）,一宮市,稲沢市,犬山市,岩倉市,尾張旭市,春日井市,北名古屋市,長久手市,清須市,江南市,小牧市,瀬戸市,日進市,弥富市,津島市,愛西市,あま市,大治町,蟹江町,東郷町,豊山町,大口町,扶桑町, | 豊山町 豊場            |
| 愛知     | 名南             | 名古屋市（熱田区,昭和区,瑞穂区,港区,緑区,南区,天白区）,豊明市,大府市,刈谷市,知多市,半田市,常滑市,東海市,,阿久比町,武豊町,東浦町,南知多町,美浜町,飛島村 | 南区 東又兵ヱ町        |
| 愛知     | 岡崎             | 岡崎市,安城市,蒲郡市,高浜市,豊田市,西尾市,碧南市,みよし市,幸田町 | 岡崎市 大平町          |
| 愛知     | 豊橋             | 豊橋市,豊川市,新城市,田原市,設楽町,東栄町,豊根村 | 豊川市 牧野町          |
| 愛知     | 中部空港         | 中部国際空港 | 常滑市                 |
| 三重     | 津               | 津市,鳥羽市,伊勢市,尾鷲市,志摩市,松阪市,紀北町,大台町,多気町,明和町,大紀町,玉城町,熊野市,紀宝町,御浜町,南伊勢町,度会町 | 津市 藤方              |
| 三重     | 四日市           | 四日市市,伊賀市,いなべ市,亀山市,桑名市,鈴鹿市,名張市,東員町,木曽岬町,朝日町,川越町,菰野町 | 四日市市 菅原町        |
| 岐阜     | 岐阜             | 岐阜県全域 | 岐阜市 宇佐南          |
| 滋賀     | 滋賀             | 滋賀県全域 | 栗東市 六地蔵          |
| 京都     | 京都             | 京都市,宇治市,亀岡市,木津川市,京田辺市,城陽市,長岡京市,南丹市,向日市,八幡市,大山崎町,久御山町,笠置町,精華町,和束町,井手町,宇治田原町,京丹波町,南山城村 | 南区上鳥羽城ヶ前町     |
| 大阪     | 伊丹             | 大阪市（東淀川区,淀川区）,吹田市,池田市,茨木市,摂津市,高槻市,豊中市,箕面市,豊能町,能勢町,島本町,京都府綾部市,京都府京丹後市,京都府福知山市,京都府舞鶴市,京都府宮津市,京都府伊根町,京都府与謝野町,兵庫県朝来市（和田山町,山東町地区）,兵庫県尼崎市,兵庫県伊丹市,兵庫県西宮市（阪神流通センター）,兵庫県川西市,兵庫県丹波篠山市,兵庫県三田市,兵庫県宝塚市,兵庫県豊岡市,兵庫県丹波市,兵庫県養父市,兵庫県猪名川町,兵庫県香美町,兵庫県新温泉町 | 尼崎市 潮江            |
| 大阪     | 南港             | 大阪市（阿倍野区,住之江区,住吉区,天王寺区,浪速区,西成区,東住吉区,此花区,港区,大正区）,堺市,泉大津市,泉佐野市,和泉市,大阪狭山市,貝塚市,河内長野市,泉南市,高石市,岸和田市,富田林市,羽曳野市,阪南市,藤井寺市,松原市,忠岡町,岬町,熊取町,田尻町,河南町,太子町,千早赤阪村,和歌山県全域 | 住之江区 南港東        |
| 大阪     | 福島貨物センター | 大阪市（旭区,北区,城東区,西区,西淀川区,福島区,都島区,中央区） | 福島区 海老江          |
| 大阪     | 東大阪           | 東大阪市,柏原市,交野市,門真市,四条畷市,大東市,寝屋川市,枚方市,守口市,八尾市,大阪市（生野区,鶴見区,東成区,平野区） | 守口市 八雲中町        |
| 奈良     | 奈良             | 奈良県全域 | 奈良市東九条町         |
| 兵庫     | 姫路             | 姫路市,相生市,朝来市（和田山町,山東町地区除く）,赤穂市,宍粟市,たつの市,上郡町,太子町,市川町,神河町,福崎町,佐用町 | 姫路市 播磨区          |
| 兵庫     | 明石             | 神戸市（西区,垂水区）,明石市,小野市,加古川市,加西市,加東市,高砂市,西脇市,三木市,稲美町,播磨町,多可町 | 神戸市西区伊川谷町     |
| 兵庫     | 神戸             | 神戸市（北区,須磨区,中央区,長田区,灘区,東灘区,兵庫区）,芦屋市,西宮市（阪神流通センター地区除く）淡路市,洲本市,南あわじ市 | 東灘区深江浜町         |
| 岡山     | 岡山             | 岡山県全域 | 南区藤田               |
| 広島     | 広島             | 広島市,安芸高田市,江田島市,大竹市,呉市,庄原市,廿日市市,三次市,安芸太田町,北広島町,神石高原町,海田町,熊野町,坂町,府中町,山口県岩国市（玖珂町、周東町地区を除く）,山口県和木町,島根県浜田市,島根県益田市,島根県江津市（桜江町地区）,島根県邑南町,島根県川本町,島根県美郷町,島根県津和野町,島根県和賀町 | 西区 草津港            |
| 広島     | 福山             | 福山市,尾道市,府中市,世羅町 | 福山市 大門町          |
| 広島     | 広島空港         | 東広島市,竹原市,三原市,大崎上島町 | 三原市 本郷町          |
| 山口     | 周南             | 周南市,岩国市（玖珂町、周東町地区）,下松市,光市,柳井市,周防大島町,上関町,田布施町,平生町 | 周南市 鼓海            |
| 山口     | 山口             | 山口市,宇部市,山陽小野田市,下関市,長門市,萩市,防府市,美祢市 | 山口市 江崎            |
| 鳥取     | 鳥取空港         | 鳥取市,倉吉市,琴浦町,北栄町,三朝町,湯梨浜町,智頭町,八頭町,若桜町,岩美町 | 鳥取市 湖山町西        |
| 鳥取     | 米子空港         | 米子市,境港市,大山町,南部町,伯耆町,江府町,日南町,日野町,日吉津村,島根県松江市,島根県安来市,島根県出雲市,島根県雲南市,島根県大田市,島根県江津市（桜江町地区除く）,島根県飯南町,島根県海士町,島根県隠岐の島町,島根県西ノ島町,島根県奥出雲町,島根県東出雲町,島根県知夫村 | 境港市 佐斐神          |
| 香川     | 高松             | 香川県全域 | 高松市 浅野            |
| 徳島     | 徳島空港         | 徳島県全域 | 松茂町                 |
| 愛媛     | 松山貨物センター | 愛媛県全域 | 松山市 須賀町          |
| 高知     | 高知空港         | 高知県全域 | 南国市 久枝            |
| 福岡     | 久留米           | 久留米市,朝倉市,うきは市,大牟田市,筑後市,小郡市,みやま市,柳川市,八女市,筑前町,大刀洗町,大木町,広川町,東峰村,佐賀県鳥栖市,佐賀県基山町,佐賀県みやき町 | 久留米市 御井旗崎      |
| 福岡     | 飯塚             | 飯塚市,嘉麻市,田川市,直方市,宮若市,桂川町,糸田町,大任町,川崎町,香春町,添田町,福智町,赤村 | 飯塚市 平垣            |
| 福岡     | 福岡貨物センター | 福岡市,糸島市,大野城市,春日市,古賀市,太宰府市,筑紫野市,福津市,宗像市,宇美町,粕屋町,久山町,篠栗町,志免町,新宮町,須恵町,那珂川市 | 博多区 上牟田          |
| 福岡     | 北九州           | 北九州市,中間市,行橋市,芦屋町,岡垣町,遠賀町,水巻町,苅田町,みやこ町,築上町 | 小倉北区 西港町        |
| 福岡     | 福岡空港         | 佐賀県唐津市,佐賀県玄海町,長崎県松浦市（鷹島町地区）,長崎県壱岐市 | 博多区 上臼井          |
| 佐賀     | 佐賀             | 佐賀市,伊万里市,嬉野市,小城市,鹿島市,神埼市,多久市,武雄市,吉野ヶ里町,大町町,江北町,白石町,有田町,太良町,上峰町,福岡県大川市,長崎県松浦市（福島町地区） | 佐賀市兵庫北           |
| 大分     | 中津             | 中津市,宇佐市,日田市,玖珠町,豊後高田市,福岡県豊前市,福岡市上毛町,福岡県吉富町 | 中津市 沖代町          |
| 大分     | 大分             | 大分市,臼杵市,佐伯市,竹田市,津久見市,別府市,豊後大野市,由布市 | 大分市豊海             |
| 大分     | 大分空港         | 国東市,杵築市,日出町,姫島村 | 国東市                 |
| 長崎     | 長崎空港         | 大村市,諫早市,雲仙市,島原市,南島原市 | 大村市                 |
| 長崎     | 佐世保           | 佐世保市,平戸市,西海市,長崎市（池島地区）,松浦市（福島町,鷹島町地区除く）,小値賀町,佐々町,川棚町,波佐見町,東彼杵町,新上五島町（奈良尾郷,桐古里郷,宿ノ浦郷,荒川郷,西神ノ浦郷,榊ノ浦郷,日島郷,有福郷,漁生浦郷,若松郷,若松郷,岩瀬浦郷,間伏郷地区を除く） | 佐世保市 大塔町        |
| 長崎     | 長崎             | 長崎市（池島地区除く）,時津町,長与町,新上五島町（奈良尾郷,桐古里郷,宿ノ浦郷,荒川郷,西神ノ浦郷,榊ノ浦郷,日島郷,有福郷,漁生浦郷,若松郷,若松郷,岩瀬浦郷,間伏郷地区） | 長崎市 田中町          |
| 長崎     | 福江             | 五島市 | 五島市 東浜町          |
| 長崎     | 対馬             | 対馬市 | 対馬市 鶏和乙          |
| 熊本     | 熊本             | 熊本市,阿蘇市,荒尾市,宇土市,菊池市,合志市,玉名市,人吉市,八代市,山鹿市,宇城市（三角町地区除く）,益城町,芦北町,津奈木町,小国町,高森町,産山村,西原村,南小国町,嘉島町,甲佐町,山都町,菊陽町,大津町,あさぎり町,多良木町,錦町,湯前町,美里町,玉東町,長洲町,南関町,和水町,氷川町,水上村,山江村,五木村,南阿蘇村,球磨村,相良村 | 益城町 平田            |
| 熊本     | 天草             | 天草市,上天草市,宇城市（三角町地区）,苓北町 | 天草市 三角町          |
| 宮崎     | 宮崎             | 宮崎市,串間市,小林市,西都市,日南市,都城市,三股町,川南町,木城町,新富町,高鍋町,都農町,高原町,綾町,国富町,西米良村 | 宮崎市 赤江            |
| 宮崎     | 延岡             | 延岡市,日向市,五ヶ瀬町,高千穂町,日之影町,門川町,美郷町,椎葉村,諸塚村 | 延岡市 出北            |
| 鹿児島   | 鹿児島空港       | 霧島市,姶良市,阿久根市,伊佐市,出水市,鹿屋市,霧島市,薩摩川内市,志布志市,曽於市,垂水市,西之表市,日置市（東市来町,日吉町地区）,湧水町,長島町,天城町,伊仙町,知名町,徳之島町,和泊町,肝付町,錦江町,東串良町,南大隅町,中種子町,南種子町,屋久島町,さつま町,大崎町,熊本県水俣市,宮崎県えびの市 | 霧島市 溝辺町          |
| 鹿児島   | 奄美             | 奄美市,喜界町,瀬戸内町,龍郷町,宇検村,大和村 | 奄美市                 |
| 鹿児島   | 鹿児島           | 鹿児島市,いちき串木野市,指宿市,枕崎市,南九州市,南さつま市,日置市（東市来町,日吉町地区除く）,十島村,三島村 | 鹿児島市 下荒田        |
| 沖縄     | 那覇空港         | 那覇市,糸満市,浦添市,宜野湾市,豊見城市,南城市,南風原町,八重瀬町,与那原町,西原町,粟国村,北大東村,座間味村,渡嘉敷村,渡名喜村,南大東村,鹿児島県与論町 | 那覇市                 |
| 沖縄     | 中部             | 沖縄市,うるま市,嘉手納町,北谷町,北中城村 | 沖縄市 登川            |
| 沖縄     | 名護             | 名護市,金武町,本部町,伊江村,大宜味村,恩納村,宜野座村,今帰仁村,東村,伊是名村,伊平屋村 | 名護市                 |
| 沖縄     | 石垣空港         | 石垣市,竹富町,与那国町 | 石垣市                 |
| 沖縄     | 宮古             | 宮古島市,多良間村 | 宮古島市               |
| 沖縄     | 久米島           | 久米島町 | 久米島町               |

## 担当店所と担当エリア（国際航空輸送）
| 都道府県 | 店所名                                              | 担当エリア | 所在地               |
| -------- | --------------------------------------------------- | --- | -------------------- |
| 北海道   | 札幌航空支店                                        | 北海道全域（輸出,輸入） | 千歳市               |
| 青森     | 青森航空支店                                        | 青森県全域（輸出,輸入） | 弘前市               |
| 岩手     | 仙台航空支店 (北上分室)                             | 岩手県全域（輸出,輸入） | 北上市               |
| 宮城     | 仙台航空支店 （国際貨物営業1課）                    | 県中央・県南地区（輸出,輸入） | 岩沼市               |
| 宮城     | 仙台航空支店 （国際貨物営業2課）                    | 県北地区(輸出,輸入) | 大崎市               |
| 山形     | 山形航空支店                                        | 山形県全域（輸出,輸入） | 天童市               |
| 秋田     | 秋田航空支店                                        | 秋田県全域（輸出,輸入） | 秋田市               |
| 福島     | 郡山航空支店                                        | 福島県全域（輸出,輸入） | 郡山市               |
| 群馬     | 高崎航空営業センター                                | 群馬県全域（輸出） | 高崎市               |
| 栃木     | 宇都宮航空支店                                      | 栃木県全域（輸出） | 宇都宮市             |
| 千葉     | 成田空港支店                                        | 茨城県全域（輸出）,千葉県（成田市以北の地区）（輸出） | 成田市               |
| 関東     | 国際貨物部輸入センター                              | 東京都・神奈川県・埼玉県・千葉・茨城県・栃木県・群馬県・山梨県・新潟県・長野県の輸入一般航空貨物 | 成田市               |
| 関東     | 成田空港支店 (輸入エクスプレス課)                   | 東京・神奈川・千葉・埼玉・茨城・栃木・群馬・山梨・新潟・長野の@Home Express,e-Pelican扱いの輸入航空貨物 | 成田市               |
| 東京     | 国際貨物第一営業部                                  | 千代田区南部(輸出),中央区南部(輸出),港区北部(輸出),文京区(輸出) | 品川区北品川         |
| 東京     | 国際貨物第五営業部                                  | 千代田区北部(輸出),港区南部(輸出) | 品川区北品川         |
| 東京     | 国際貨物第四営業部                                  | 中央区北部(輸出),墨田区南部(輸出) | 日本橋富沢町         |
| 東京     | 国際貨物第七営業部                                  | 新宿区(輸出),世田谷区北部(輸出),渋谷区(輸出),中野区(輸出),杉並区 | 中野区               |
| 東京     | 国際貨物第六営業部                                  | 台東区(輸出),墨田区北部(輸出),江東区(輸出),江戸川区(輸出),北区東部(輸出),荒川区(輸出),足立区(輸出),葛飾区(輸出),千葉県南部・西部・東葛飾地区(輸出) | 中央区人形町         |
| 東京     | 五反田航空支店                                      | 品川区（輸出）,目黒区（輸出）,大田区（輸出）,世田谷区南部（輸出） | 大田区南馬込         |
| 東京     | 東京ロジプロ支店                                    | 豊島区（輸出）,板橋区（輸出）,北区（西部）（輸出）,練馬区北部（輸出） | 新宿区西新宿         |
| 東京     | 国際貨物第七営業部 (営業第五課)                     | 多摩地区（輸出） | 国立市               |
| 埼玉     | 国際貨物第九営業部                                  | 埼玉県（輸出） | 新宿区               |
| 神奈川   | 神奈川ロジスティクス事業所                          | 横浜市(輸出),川崎市(輸出) | 横浜市神奈川区       |
| 神奈川   | 海老名支店 (営業第三課)                             | 横浜市・川崎市以外の神奈川県(輸出) | 海老名市             |
| 山梨     | 国際貨物第七営業部 (営業第六課)                     | 山梨県全域（輸出） | 中央市               |
| 静岡     | 沼津航空事業所                                      | 静岡県東部,中部（輸出,輸入） | 沼津市               |
| 静岡     | 浜松航空事業所                                      | 静岡県西部,愛知県豊橋市・豊川市・田原市・新城市・蒲郡市・小坂井町・設楽町・東栄町・豊根村の輸出,輸入 | 浜松市               |
| 愛知     | 名古屋フォワーディング支店 （国際貨物営業2課）      | 名古屋市（中区・熱田区・中川区・港区・瑞穂区・南区・天白区・緑区・昭和区・日進市・弥富市・蟹江町・飛島村,三重県全域の輸出） | 中村区               |
| 愛知     | 名古屋フォワーディング支店 （国際貨物営業3課）      | 刈谷市・豊田市・岡崎市・安城市・西尾市・高浜市・碧南市・大府市・知多市・豊明市・知多市・半田市・東海市・常滑市・東郷町・みよし市・幸田町・幡豆町・一色町・東浦町・阿久比町・武豊町・美浜町・南知多町の輸出                                                   | 刈谷市               |
| 愛知     | 名古屋フォワーディング支店 （国際貨物営業4課）      | 名古屋市（中村区・西区・北区・東区・千種区・名東区）・小牧市・春日井市・瀬戸市・清須市・稲沢市・岩倉市・北名古屋市・犬山市・愛西市・江南市・一宮市・津島市・尾張旭市・扶桑町・甚目寺町・大治町・七宝町・美和町・豊山町・長久手町の輸出,岐阜県全域の輸出,輸入 | 豊山町               |
| 愛知     | 名古屋フォワーディング支店 国際貨物オペレーション部 | 愛知県（東三河地区除く）,三重県全域の輸入 | 名古屋市中村区       |
| 長野     | 諏訪航空支店                                        | 長野県全域の輸出 | 須坂市,諏訪市の2拠点 |
| 新潟     | 航空事業支店 (第二営業部新潟分室)                   | 新潟県全域の輸出 | 長岡市               |
| 石川     | 北陸東支店                                          | 石川県全域の輸出,輸入 | 小松空港             |
| 富山     | 北陸東支店                                          | 富山県全域の輸出,輸入 | 富山市               |
| 福井     | 北陸西支店                                          | 福井県全域の輸出,輸入 | 福井市               |
| 滋賀     | 滋賀航空支店                                        | 滋賀県全域の輸出 | 栗東市               |
| 京都     | 京都航空支店                                        | 京都府全域の輸出 | 下京区               |
| 大阪     | 大阪航空支店                                        | 大阪府・奈良県全域の輸出 | 中央区北浜           |
| 兵庫     | 神戸航空支店                                        | 兵庫県全域の輸出 | 東灘区向洋町東       |
| 近畿     | 関西空港支店                                        | 滋賀県・京都府・大阪府・兵庫県・奈良県・和歌山県全域の輸入,和歌山県全域の輸出 | 泉南市               |
| 近畿     | 大阪航空支店 (医療・医薬品営業課)                   | 滋賀県・京都府・大阪府・兵庫県・奈良県・和歌山県全域の医薬品・医療用品の輸出,輸入 | 中央区北浜           |
| 近畿     | 関西空港支店 (生鮮営業課)                           | 滋賀県・京都府・大阪府・兵庫県・奈良県・和歌山県全域の生鮮品・動植物・生体の輸出,輸入 | 泉南市               |
| 岡山     | 岡山航空支店                                        | 岡山県全域の輸出,輸入 | 南区                 |
| 広島     | 広島航空支店                                        | 広島県全域・山口県岩国市の輸出,輸入 | 南区宇品西           |
| 山口     | 周南航空営業所                                      | 防府市・周南市・下松市・光市・柳井市・熊毛郡・大島郡全域の輸出,輸入 | 周南市               |
| 山口     | 山口航空支店                                        | 広島航空支店,周南航空営業所担当エリア以外の山口県の輸出,輸入 | 下関市               |
| 山陰     | 山陰航空支店                                        | 鳥取県・島根県全域の輸出,輸入 | 境港市               |
| 香川     | 高松航空支店                                        | 香川県・徳島県全域の輸出,輸入 | 高松市               |
| 愛媛     | 松山航空支店                                        | 愛媛県・高知県全域の輸出,輸入 | 松山市               |
| 福岡     | 福岡航空支店                                        | 福岡県（北九州市及び周辺地域除く）・佐賀県・沖縄県全域の輸出,輸入 | 博多区大井           |
| 福岡     | 北九州航空支店                                      | 福岡県（北九州市及び周辺地区）の輸出,輸入 | 小倉北区             |
| 長崎     | 長崎航空支店                                        | 長崎県全域の輸出,輸入 | 長崎市               |
| 熊本     | 熊本航空支店                                        | 熊本県全域の輸出,輸入 | 益城町               |
| 大分     | 大分航空支店                                        | 大分県全域の輸出,輸入 | 大分市               |
| 宮崎     | 宮崎航空支店                                        | 宮崎県全域の輸出,輸入 | 宮崎市               |
| 鹿児島   | 鹿児島航空支店                                      | 鹿児島県全域の輸出,輸入 | 鹿児島空港           |